# Graduation (álbum)
Graduation —en español: Graduación— es el tercer álbum de estudio del rapero estadounidense Kanye West, el cual fue lanzado por el sello Roc-A-Fella el martes 11 de septiembre de 2007 en los Estados Unidos y en fechas cercanas a esta alrededor del mundo.
Impulsado por el éxito de «Stronger», tras su lanzamiento Graduation debutó en las primeras posiciones de numerosas listas musicales de álbumes de alrededor del mundo. Caso especial fue el de la Billboard 200 de los Estados Unidos, donde luego de superar a Curtis de 50 Cent, se convirtió en el segundo álbum de estudio número uno consecutivo de Kanye West, tras vender 957 000 copias sólo en su primera semana en el país.
De acuerdo a la IFPI, en menos de tres meses Graduation se convirtió en el décimo séptimo álbum más vendido alrededor del mundo en el año 2007. Según un reporte de junio de 2013 de Nielsen SoundScan, Graduation vendió 2.7 millones de copias en los Estados Unidos, donde se convirtió en el tercer álbum más vendido de West, después de Late Registration y The College Dropout, respectivamente.

## Listado de canciones
| N.º | Título                                  | Duración |  |
| 1.  | «Good Morning»                          | 3:15     |  |
| 2.  | «Champion»                              | 2:47     |  |
| 3.  | «Stronger» (Con Daft Punk)              | 5:11     |  |
| 4.  | «I Wonder»                              | 4:03     |  |
| 5.  | «Good Life» (Con T-Pain)                | 3:27     |  |
| 6.  | «Can't Tell Me Nothing»                 | 4:31     |  |
| 7.  | «Barry Bonds» (Con Lil Wayne)           | 3:24     |  |
| 8.  | «Drunk and Hot Girls» (Con Mos Def)     | 5:13     |  |
| 9.  | «Flashing Lights» (Con Dwele)           | 3:57     |  |
| 10. | «Everything I Am» (Con DJ Premier)      | 3:47     |  |
| 11. | «The Glory»                             | 3:32     |  |
| 12. | «Homecoming» (Con Chris Martin)         | 3:23     |  |
| 13. | «Big Brother»                           | 4:47     |  |
| 14. | «Good Night» (Con Mos Def y Al Be Back) |          |  |

## Listas musicales de álbumes
| País/Continente | Lista musical  | Primera semana | Posición de ingreso | Mejor posición | Semanas en la mejor posición | Semanas en la lista musical | Última semana |
| --------------- | -------------- | -------------- | ------------------- | -------------- | ---------------------------- | --------------------------- | ------------- |
| América         |                |                |                     |                |                              |                             |               |
| Canadá          | Top 30 Albums  | 29-09-2007     | 1                   | 1              | 1                            | 10                          | 19-01-2008    |
| Estados Unidos  | Billboard 200  | 29-09-2007     | 1                   | 1              | 1                            | 104                         | 12-11-2016    |
| Europa          |                |                |                     |                |                              |                             |               |
| Alemania        | Top 50 Albums  | 22-09-2007     | 10                  | 10             | 1                            | 3                           | 06-10-2007    |
| Austria         | Top 75 Albums  | 21-09-2007     | 26                  | 26             | 1                            | 4                           | 12-10-2007    |
| Bélgica         | Top 100 Albums | 15-09-2007     | 74                  | 11             | 1                            | 14                          | 09-08-2007    |
| Dinamarca       | Top 40 Albums  | 21-09-2007     | 10                  | 10             | 1                            | 3                           | 05-10-2007    |
| Europa          | Top 100 Albums | 29-09-2007     | 3                   | 3              | 1                            | 9                           | 17-05-2008    |
| Finlandia       | Top 40 Albums  | 19-09-2007     | 16                  | 16             | 1                            | 2                           | 26-09-2007    |
| Francia         | Top 200 Albums | 15-09-2007     | 9                   | 9              | 1                            | 16                          | 29-12-2007    |
| Irlanda         | Top 75 Albums  | 13-09-2007     | 2                   | 2              | 1                            | 34                          | 22-05-2008    |
| Noruega         | Top 40 Albums  | 18-09-2007     | 2                   | 2              | 1                            | 6                           | 23-10-2007    |
| Países Bajos    | Top 100 Albums | 15-09-2007     | 11                  | 11             | 1                            | 7                           | 27-10-2007    |
| Portugal        | Top 30 Albums  | 24-09-2007     | 30                  | 30             | 1                            | 1                           | 24-09-2007    |
| Reino Unido     | Top 75 Albums  | 16-09-2007     | 1                   | 1              | 1                            | 33                          | 01-06-2008    |
| Suecia          | Top 60 Albums  | 20-09-2007     | 6                   | 6              | 1                            | 4                           | 11-10-2007    |
| Suiza           | Top 100 Albums | 23-09-2007     | 3                   | 3              | 1                            | 9                           | 18-11-2007    |
| Oceanía         |                |                |                     |                |                              |                             |               |
| Australia       | Top 50 Albums  | 30-09-2007     | 2                   | 2              | 1                            | 7                           | 11-11-2007    |
| Nueva Zelanda   | Top 40 Albums  | 24-09-2007     | 2                   | 2              | 1                            | 8                           | 19-11-2007    |

| Predecesor: Once Upon a Time in the West de Hard-Fi | UK Albums Chart — Álbum número uno 16 de septiembre de 2007 — 22 de septiembre de 2007 | Sucesor: All the Lost Souls de James Blunt |
| Predecesor: High School Musical 2 de Soundtrack     | Canadian Albums — Álbum número uno 29 de septiembre de 2007 — 3 de octubre de 2007     | Sucesor: All the Lost Souls de James Blunt |
| Predecesor: High School Musical 2 de Soundtrack     | Billboard 200 — Álbum número uno 29 de septiembre de 2007 — 3 de octubre de 2007       | Sucesor: Reba: Duets de Reba McEntire      |

## Certificaciones
| País           | Proveedor  | Año  | Certificación básica | Cantidad de veces brindada | Simbolización | Ventas certificadas |
| América        |            |      |                      |                            |               |                     |
| Canadá         | CRIA       | 2008 | Platino              | 2                          | 2▲            | 200.000             |
| Estados Unidos | RIAA       | 2007 | Platino              | 2                          | 2▲            | 2.000.000           |
| Asia           |            |      |                      |                            |               |                     |
| Rusia          | IFPI Rusia | 2007 | Oro                  | 1                          | ●             | 10.000              |
| Europa         |            |      |                      |                            |               |                     |
| Irlanda        | IRMA       | 2007 | Platino              | 1                          | ▲             | 15.000              |
| Reino Unido    | BPI        | 2008 | Platino              | 1                          | ▲             | 300.000             |
| Suiza          | IFPI Suiza | 2008 | Oro                  | 1                          | ●             | 20.000              |
| Oceanía        |            |      |                      |                            |               |                     |
| Australia      | ARIA       | 2007 | Oro                  | 1                          | ●             | 35.000              |
| Nueva Zelanda  | RIANZ      | 2007 | Oro                  | 1                          | ●             | 7.500               |